# Campoplex nigritarsus
Campoplex nigritarsus là một loài tò vò trong họ Ichneumonidae.